# Cień kata
Cień kata (ang. The Shadow of the Torturer) – powieść science fantasy autorstwa Gene’a Wolfe’a, pierwsza część cyklu Księga Nowego Słońca. W 1981 otrzymała nagrody World Fantasy oraz BSFA, została też nominowana do nagrody Nebula (1980) oraz Locusa i Campbella (1981).

## Tło powieści
Główny bohater, Severian, jest narratorem obdarzonym pamięcią absolutną, a cała historia opisywana jest przez niego z odległej perspektywy czasowej. Pierwsza powieść jest jedynie wprowadzeniem i wiele wątków pozostaje niezakończonych. Akcja osadzona jest na planecie Urth. Powieść należy do gatunku Umierająca Ziemia i science fantasy, w związku z czym, choć bohaterowie używają mieczy czy wierzchowców, pojawiają się też niezwykle zaawansowana broń i środki transportu - pozostałości cywilizacji technicznej.

## Fabuła
Powieść zaczyna się, gdy główny bohater, Severian, wraz z przyjaciółmi z Bractwa Katów, zakrada się do Nekropolii. Tam Severian jest świadkiem ekshumacji grobu przez Vodalusa i jego współpracowników. Dochodzi do walki pomiędzy Vodalusem a strażnikami Nekropolii. W ostatniej chwili życie ratuje mu Severian, podglądający całe zajście z ukrycia. Po jakimś czasie dowiaduje się, że Vodalus jest przywódcą rebeliantów, którzy walczą przeciw Autarsze. Severian staje się pełnoprawnym członkiem Bractwa Katów w dniu swego wyniesienia na czeladnika. Od tej pory musi bezwzględnie przestrzegać zasad swojej konfraterni. Jego praca polega na torturowaniu i zabijaniu skazanych i zesłanych do Wieży Matachina.
Pewnego dnia w Wieży pojawia się nowa „klientka”, arystokratka Thecla. Severianowi przydzielone zostało zadanie zabawiania Thecli, ponieważ była bardzo wysoko urodzona i przysługiwały jej większe przywileje niż innym klientom. Severian zakochuje się w niej. Kiedy przychodzi czas, by ją torturować, nie może jej pomóc. Jedyną pomocą, jaką może jej udzielić, jest umożliwienie samobójstwa. Zostawia więc nóż w jej celi. Zobaczywszy pod drzwiami strużkę krwi udaje się do swego mistrza i przyznaje się do winy.
Zgodnie z zasadami Bractwa, powinien zostać skazany na śmierć. Sprowadziłoby to jednak hańbę na ich konfraternię, więc zostaje zesłany do odległego Thrax. Na drogę dostaje płaszcz z fuliginu, najczarniejszego z materiałów, miecz katowski, zwany przez jego mistrza Terminus Est, list do Archonta miasta Thrax oraz trochę pieniędzy.
Pierwszą noc w życiu poza swoją Wieżą spędza w karczmie na jednym łóżku z olbrzymem Baldandersem, który wraz z doktorem Talosem jeździ po Nessus, czyli mieście w którym się znajdują, wystawiając przedstawienia dla tłumów. Zapraszają Severiana, by do nich dołączył, on jednak przy najbliższej okazji podąża swoją drogą. W swej wędrówce zauważa, że jego czarny płaszcz jest znakiem rozpoznawczym Bractwa Katów, którego przedstawicieli wszyscy się obawiają, więc postanawia kupić drugie ubranie. W sklepie z odzieżą poznaje rodzeństwo, Agię i Agilusa. W pewnym momencie do sklepu wchodzi hipparcha, kawalerzysta, który wyzywa go na pojedynek wręczając mu ziarna zemsty. Nie znając obyczajów panujących poza Wieżą, w której się wychował, korzysta z pomocy Agii. Do pojedynku ma mu być potrzebny Kwiat Zemsty. Udają się więc wraz z Agią do Ogrodu Botanicznego. Po drodze jednak ich powóz rozbija się o jakąś konstrukcję, która okazuje się być Katedrą Pazura, prowadzoną przez Zakon Peleryn.
Ogród Botaniczny okazuje się być tajemniczym miejscem, które wewnątrz jest o wiele większe niż mógłby pomieścić budynek. W środku spotyka Dorcas, która nic nie pamięta i nie wie skąd przybyła. W końcu zrywa zdradziecki Kwiat Zemsty i udaje się na miejsce pojedynku. Kiedy dochodzi do walki okazuje się, że został oszukany przez Agię, a tajemniczym hipparchą okazuje się być jej brat, Agilus. Z niewiadomych przyczyn jednak Severianowi udaje się przeżyć walkę i budzi się wraz z Dorcas w lazarecie fortu wojskowego.
Zostaje tam zatrudniony jako kat i już następnego dnia wykonuje wyrok na samym Agilusie, który przerażony tym, że Severian niemal zmartwychwstał, uciekł z placu pojedynku, zabijając blokujących mu drogę gapiów. Severian znajduje w swojej sakiewce klejnot, który okazuje się być Pazurem Łagodziciela. Skradła go Agia, gdy rozbili się o Katedrę i schowała do jego sakwy, by nie zostać oskarżoną o kradzież. Po opuszczeniu fortu Severian wraz z Dorcas udają się do bramy, po drodze jednak spotykają znaną sobie parę, doktora Talosa i Baldandersa, do których w tym czasie dołączyła Jolenta, kobieta niespotykanej urody. Wraz z nimi wystawiają sztukę, a następnie udają się do bramy, gdzie akcja powieści nagle się kończy, wśród zgiełku bójki.